# Ruswil
Ruswil est une commune suisse du canton de Lucerne, située dans l'arrondissement électoral de Sursee.

Vue aérienne (1957)